# Seaton (Illinois)
Seaton es una villa ubicada en el condado de Mercer en el estado estadounidense de Illinois. En el Censo de 2010 tenía una población de 222 habitantes y una densidad poblacional de 54,28 personas por km².

## Geografía
Seaton se encuentra ubicada en las coordenadas 41°6′8″N 90°47′57″O / 41.10222, -90.79917. Según la Oficina del Censo de los Estados Unidos, Seaton tiene una superficie total de 4.09 km², de la cual 4.09 km² corresponden a tierra firme y (0%) 0 km² es agua.

## Demografía
Según el censo de 2010, había 222 personas residiendo en Seaton. La densidad de población era de 54,28 hab./km². De los 222 habitantes, Seaton estaba compuesto por el 98.2% blancos, el 0.45% eran afroamericanos, el 0% eran amerindios, el 0% eran asiáticos, el 0% eran isleños del Pacífico, el 0% eran de otras razas y el 1.35% pertenecían a dos o más razas. Del total de la población el 1.8% eran hispanos o latinos de cualquier raza.